# St-Ambroise
Ne doit pas être confondu avec St-Ambroise noire.
La [Cervoise] St-Ambroise est une cervoise au miel développée par la société rochelaise Apinov et commercialisée depuis juin 2006.
La St-Ambroise est par ailleurs une bière brassée au Québec par la brasserie McAuslan depuis 1989.

## Cervoise Saint-Ambroise blonde
La cervoise Saint-Ambroise blonde est une bière de haute fermentation à 6° d’alcool, élaborée à partir de malts d’orge de Poitou-Charentes, de houblon d’Alsace et de miel toutes fleurs de Vendée. Le miel est ajouté directement dans le moût en cours de fermentation, à raison de 2 kg par hectolitre (2 %).
Il s’agit d’une bière de garde, c’est-à-dire qu’elle est maintenue à une température de 0 °C pendant 21 jours afin d’atteindre sa maturité finale.
Sa robe blonde très légèrement ambrée nous dévoile des reflets d’or. Son odeur d’abord prononcée de céréales laisse ensuite place au parfum subtil du miel. Son goût n’est pas sucré car le sucre du miel est transformé en alcool et en arômes lors de la fermentation. Le miel lui apporte par contre des arômes fruités et floraux uniques. La Cervoise St Ambroise blonde allie ainsi la douceur du miel et la force du malt.
Spécifications techniques
- Type : Bière blonde au miel de Toutes Fleurs (2 %) ; malt d’orge
- Volume d’Alcool : 6 %
- DLUO : 18 mois
- Bouteille : en verre, non consignée, 33 cl
- Conditionnement : Carton x 24 bouteilles
- Possibilité de fûts (30 l ou 10 l)

## Cervoise Saint-Ambroise blanche
La cervoise Saint-Ambroise Blanche est une bière au miel développée par la société rochelaise APINOV et commercialisée depuis mars 2007.
C'est une bière de haute fermentation, non filtrée, à 4,5° d’alcool. Elle est élaborée à partir de malts d’orge et de froment du Poitou-Charentes, de houblon d’Alsace et de miel de tilleul de Picardie. Le miel est ajouté directement dans le moût en cours de fermentation, à raison de 1,5 kg par hectolitre (1,5 %).
Il s’agit d’une bière de garde, c’est-à-dire qu’elle est maintenue à une température de 0 °C pendant 14 jours afin d’atteindre sa maturité finale.
La St-Ambroise blanche étant une bière non filtrée, sa robe est légèrement trouble et son goût s’affinera avec le temps. Cette bière n’est pas sucrée car le sucre du miel est transformé en alcool et en arômes au cours de la fermentation. Par contre, le miel de tilleul, légèrement mentholé, lui procure une réelle sensation de fraîcheur. La cervoise blanche, peu alcoolisée, est ainsi parfaite pour se désaltérer en période estivale.
Spécifications techniques
- Type : Bière blanche au miel de tilleul (1,5 %) ; malts d’orge et de froment
- Volume d’alcool : 4,5 %
- DLUO : 18 mois
- Bouteille : en verre, non consignée, 33 cl
- Conditionnement : Carton x 24 bouteilles
- Possibilité de fûts (30 l ou 10 l)

## Cession de la marque
La société Apinov a cédé la marque de la cervoise St Ambroise en avril 2010. Elle appartient désormais à la Société de Conditionnement et de Distribution Miels Villeneuve (SCDMV).